# Keira Knightley
Keira Christina Knightley (OBE, phát âm /ˌkɪərəˈnaɪtlɪ/; sinh 26 tháng 3 năm 1985) là một diễn viên, người mẫu người Anh. Cô bắt đầu sự nghiệp khi còn trẻ và trở nên nổi tiếng thế giới vào năm 2003 sau khi tham gia diễn xuất trong phim Bend It Like Beckham và Cướp biển vùng Caribbean: Lời nguyền của tàu Ngọc Trai Đen.
Knightley xuất hiện trong một số bộ phim của Hollywood và được đề cử cho Giải Oscar cho nữ diễn viên chính xuất sắc nhất (Kiêu hãnh và Định kiến) và Giải Quả cầu vàng cho nữ diễn viên phim chính kịch xuất sắc nhất cũng như Giải BAFTA cho nữ diễn viên chính xuất sắc nhất cho vai diễn trong Atonement.
Năm 2008, Forbes tuyên bố Knightley là nữ diễn viên có thu nhập cao thứ hai ở Hollywood, theo một báo cáo cô nhận được là 32 triệu USD trong năm 2007, trở thành nữ diễn viên duy nhất không phải người Mỹ nằm trong danh sách những diễn viên có thu nhập cao nhất.

## Tuổi trẻ
Knightley được sinh ra ở Teddington, London, Anh, con gái của Sharman MacDonald, một nhà soạn kịch từng đoạt giải thưởng, và Will Knightley, một diễn viên nhà hát và truyền hình. Cha của cô là người Anh, và mẹ của cô là người Scotland mang một nửa dòng máu xứ Wales. Cô có một người anh trai, Caleb, anh ta sinh vào năm 1979. Knightley sống ở Richmond, theo học Stanley Junior School, Teddington School và Esher College. Cô mắc chứng khó đọc, nhưng tuy nhiên cô đã thành công trong trường học và được cho phép như vậy, để thu được một đại lý tài năng và theo đuổi sự nghiệp diễn viên. Cô đã yêu cầu một đại diện sớm nhất là khi ba tuổi và có một người khi cô lên sáu, từ mẹ của cô như là một phần thưởng cho việc học tập khó khăn. Knightley đã lưu ý rằng cô ấy đã được "chuyên tâm về diễn xuất" trong suốt thời thơ ấu của cô. Cô thực hiện trong một số vở diễn nghiệp dư của địa phương, trong đó có After Juliet (được viết bởi mẹ của cô) và United States (được viết bởi cô sau vở kịch giáo viên, Ian McShane, không liên quan đến diễn viên Deadwood).

## Sự nghiệp

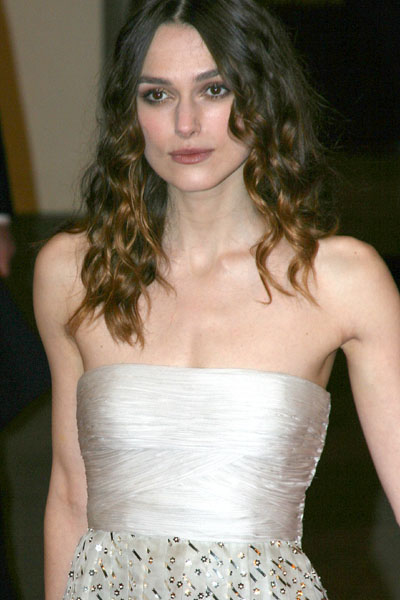
Knightley tại BAFTA 2008.

Knightley xuất hiện trong một vài bộ phim truyền hình vào nửa cuối những năm 1990 - cũng như là The Bill của ITV1 — trước khi được đóng vai Sabé, decoy của Padmé Amidala, trong bộ phim bom tấn năm 199 thuộc thể loại khoa học viễn tưởng Star Wars Episode I: The Phantom Menace. Knightley có vai diễn có vai trò gần gống với Natalie Portman, người đóng vai Padmé; hai nữ diễn viên đóng vai người mẹ gặp khó khăn khi nói chuyện với con gái riêng của họ trong khi các cô gái được hóa trang cẩn thận. Vai diễn chính đầu tiên của Knightley là vào năm 2001, khi cô đóng vai con gái của Robin Hood thực hiện trong chương trình truyền hình của Công ty Walt Disney, Princess of Thieves. Trong suốt thời gian đó, Knightley cũng thường xuất hiện trong The Hole, một phim kinh dị mà nhận được một video trực tiếp được phát hành ở Hoa Kỳ. Cô xuất hiện trong một miniseries thích hợp với Doctor Zhivago mà lần đầu tiên phát sóng vào năm 2002 đã có nhiều đánh giá nhưng được xếp hạng cao.
Vai diễn tạo ra bước đột phá của Knightley là trong chủ đề phim về bóng đá, Bend It Like Beckham, mà đã đạt được một thành công của nó trong lần phát hành vào tháng 8, 2002 tại Vương quốc Anh, doanh thu $18 triệu, và nó được phát hành vào tháng 3 năm 2003 tại Hoa Kỳ, doanh thu $32 triệu. Sau khi Bend It Like Beckham' được phát hành ở Anh thì hình ảnh của cô được nâng cao, cô được thamh gia vào bộ phim hành động có ngân sách lớn, Cướp Biển Vùng Caribê: Lời nguyền của tàu Ngọc Trai Đen (đóng cùng với Orlando Bloom và Johnny Depp) được sản xuất bởi Jerry Bruckheimer.

## Đời tư
Knightley hẹn hò với bạn diễn trong phim Kiêu hãnh và Định kiến là ngôi sao Rupert Friend từ 2005 đến cuối năm 2010.. Trước đó vào khoảng 2003 - 2005 cô có mối quan hệ với người mẫu thời trang Bắc Ireland Jamie Dornan. Cô đã kết hôn với nhạc sĩ người Anh James Righton vào tháng 5 năm 2011. Hai vợ chồng hiện tại sống ở London. Vào tháng 12 năm 2014, Knightkey xác nhận thông tin cô đang mang thai.
Knightley đã phủ nhận tin đồn cô là người mắc chứng biếng ăn, mặc dù cô đã nói là vậy, sau khi có sự xuất hiện của cô tại Pirates of the Caribbean: Dead Man's Chest buổi chiếu ra mắt đã tạo ra suy nghĩ đến phương tiện truyền thông rằng các chỉ số đo cơ thể quá mảnh mai cô có được là do chứng biếng ăn — mà trong gia đình cô có tiền sử về chứng biếng ăn.

## Danh mục phim

### Phim điện ảnh
| Năm  | Phim                                                       | Vai diễn                          | Ghi chú |
| ---- | ---------------------------------------------------------- | --------------------------------- | --- |
| 1999 | Star Wars Episode I: The Phantom Menace                    | Sabé (Decoy Queen)                | |
| 2001 | Deflation                                                  | Jogger                            | |
| 2001 | The Hole                                                   | Frances 'Frankie' Almond Smith    | Đề cử — Empire Award for Best Debut |
| 2002 | Thunderpants                                               | Music school student              | |
| 2002 | Pure                                                       | Louise                            | |
| 2002 | Bend It Like Beckham                                       | Juliette "Jules" Paxton           | Đề cử — Empire Award for Best British Actress |
| 2002 | New Year's Eve                                             | Leah                              | |
| 2002 | The Seasons Alter                                          | Helena                            | |
| 2003 | Cướp biển vùng Caribbean: Lời nguyền của tàu Ngọc Trai Đen | Elizabeth Swann                   | Đề cử — Empire Award for Best British Actress Đề cử — Saturn Award for Best Supporting Actress |
| 2003 | Yêu thực sự (Love Actually)                                | Juliet                            | |
| 2004 | King Arthur                                                | Guinevere                         | Đề cử — Empire Award for Best British Actress |
| 2005 | The Jacket                                                 | Jackie                            | |
| 2005 | Domino                                                     | Domino Harvey                     | |
| 2005 | Kiêu hãnh và Định kiến                                     | Elizabeth Bennet                  | Đề cử — Academy Award for Best Actress Đề cử — Golden Globe Award for Best Actress - Motion Picture Drama Đề cử — Satellite Award for Best Actress - Motion Picture Musical or Comedy Đề cử — Empire Award for Best Actress Đề cử — Broadcast Film Critics Association Award for Best Actress Đề cử — Chicago Film Critics Association Award for Best Actress |
| 2006 | Pirates of the Caribbean: Dead Man's Chest                 | Elizabeth Swann                   | Đề cử — Empire Award for Best Actress |
| 2007 | Pirates of the Caribbean: At World's End                   | Elizabeth Swann                   | People's Choice Award – Favorite Female Action Star |
| 2007 | Silk                                                       | Hélène Joncour                    | |
| 2007 | Chuộc lỗi (Atonement)                                      | Cecilia Tallis                    | Empire Award for Best Actress Đề cử — BAFTA Award for Best Actress in a Leading Role Đề cử — Golden Globe Award for Best Actress - Motion Picture Drama Đề cử — Satellite Award for Best Actress - Motion Picture Drama |
| 2008 | The Edge of Love                                           | Vera Phillips                     | |
| 2008 | The Duchess                                                | Georgiana Cavendish               | Đề cử — British Independent Film Award for Best Actress Đề cử — People's Choice Award for Favorite Female Movie Star |
| 2009 | The Continuing and Lamentable Saga of the Suicide Brothers | The Fairy                         | |
| 2010 | London Boulevard                                           | Lillian Palmer                    | Post-production |
| 2010 | Never Let Me Go                                            | Ruth                              | Post-production |
| 2010 | Last Night                                                 | Joanna Reed                       | Post-production |
| 2012 | Anna Karenina                                              | Princess Anna Arkadievna Karenina | Đề cử - Satellite Awards for Best Actress - Motion Picture Đề cử - European Film Awards for Best Actress Đề cử - Alliance of Women Film Journalists for Best Depiction of Nudity, Sexuality, or Seduction |
| 2014 | Người giải mã (The Imitation Game)                         | Joan Clarke                       | Đề cử — Academy Award for Best Supporting Actress |
| 2013 | Yêu cuồng si (Begin Again)                                 | Gretta                            | Đề cừ - Awards Circuit Community Award for Best Actress in a Leading Role |
| 2018 | The Nutcracker and the Four Realms                         | Sugar Plum Fairy                  | |

### Phim truyền hình
| Năm  | Phim                                                     | Vai diễn                     |
| ---- | -------------------------------------------------------- | ---------------------------- |
| 1993 | Screen One                                               | Little Girl                  |
| 1995 | A Village Affair                                         | Natasha Jordan               |
| 1995 | Innocent Lies                                            | Young Celia                  |
| 1995 | The Bill                                                 | Sheena Rose                  |
| 1996 | The Treasure Seekers                                     | The Princess                 |
| 1998 | Coming Home                                              | Young Judith Dunbar          |
| 1999 | Oliver Twist                                             | Rose Fleming                 |
| 2001 | Princess of Thieves                                      | Gwyn (dughter of Robin Hood) |
| 2002 | Doctor Zhivago                                           | Lara Antipova                |
| 2003 | Gaijin                                                   | Kate (voice)                 |
| 2007 | Robbie the Reindeer in Close Encounters of the Herd Kind | Em (voice)                   |

## Nhà hát
| Năm       | Tác phẩm        | Nhà hát                | Vai diễn            | Những giải thưởng                                                            |
| --------- | --------------- | ---------------------- | ------------------- | ---------------------------------------------------------------------------- |
| 2009/2010 | The Misanthrope | Comedy Theatre, London | Jennifer (Celimene) | Nominated — Laurence Olivier Award for Best Performance in a Supporting Role |